# Nectopsyche navasi
Nectopsyche navasi är en nattsländeart som beskrevs av Holzenthal in Flint, Holzenthal och Harris 2000. Nectopsyche navasi ingår i släktet Nectopsyche och familjen långhornssländor. Inga underarter finns listade i Catalogue of Life.